# Lomaspilis hortulata
Lomaspilis hortulata là một loài bướm đêm trong họ Geometridae.